# Lontra longicaudis
Espèce
Répartition géographique
Statut de conservation UICN

 NT  : Quasi menacé
Statut CITES
La Loutre à longue queue (Lontra longicaudis) est une espèce de loutre d'Amérique centrale et d'Amérique du Sud, du genre Lontra. Elle est nommée également Loutre de l'Amérique du Sud, Loutre de Costa Rica ou encore Loutre de la Plata.
On la trouve dans différents habitats riverains de cours d'eau, y compris des forêts déciduales ou des forêts pérennes, des savannes, des plaines et des marécages (pantanal). Il est possible que cette espèce préfère vivre dans des eaux claires et vives, et est probablement plus rare dans les rivières d'eau vaseuse et stagnante des régions basses.
Ce sont des animaux solitaires diurnes et nocturnes. 
C'est une espèce en danger, se trouvant incluse dans l'Appendice I du CITES.

## Description
La loutre à longue queue mesure de 37 à 84 cm pour un poids de 5 à 15 kg. Le mâle est 20 à 25% plus grand que la femelle. Le pelage est court, dense et luisant. Les jambes sont courtes et les orteils palmés.

## Alimentation
Cette espèce est opportuniste, elle se nourrit principalement de poissons et consomme également des crustacés (écrevisses et crabes) et des mollusques. Elle se nourrit plus rarement d'insectes, d'oiseaux, de reptiles et de petits mammifères,.

## Sous espèces

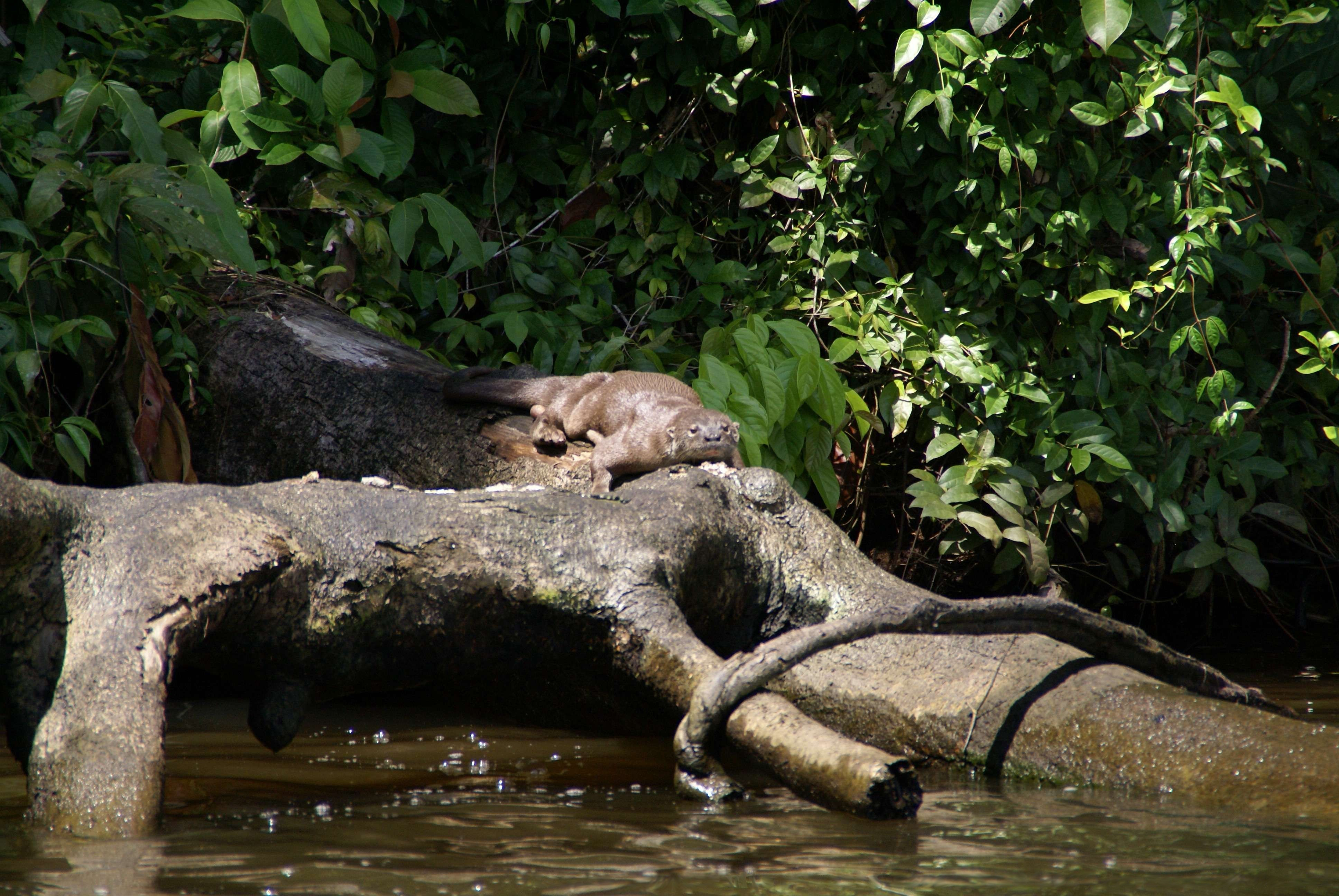
Loutre à longue queue au Costa Rica

- Lontra longicaudis annectens
- Lontra longicaudis colombiana
- Lontra longicaudis enudris
- Lontra longicaudis incarum
- Lontra longicaudis longicaudis
- Lontra longicaudis platensis